# نادي منشية بني حسن
نادي المنشية هو ناد كرة قدم أردني، تأسس عام 1978. لعب في دوري الدرجة الأولى الأردني حتى صعد عام 2010 إل دوري المناصير، بدأ سنته الأولى في دوري المحترفين بالعديد من النتائج الممتازة، منها هزيمة نادي الوحدات بثلاثة أهداف، والوصول إلى نصف نهائي كأس الأردن.